# 藤原倫寧
藤原 倫寧（ふじわら の ともやす）は、平安時代中期の貴族・歌人。藤原北家、権中納言・藤原長良の孫にあたる左馬頭・藤原惟岳の子。官位は正四位下・伊勢守。

## 経歴
朱雀朝で中務少丞を務めたのち、村上朝初頭に右衛門少尉・右馬助と武官を歴任する。村上朝半ばには陸奥守として地方官を務めたほか、右兵衛佐・左衛門権佐にも任官している。村上朝後半に河内守に任ぜられると、円融朝では丹波守・伊勢守を務めたほか、時期は不明ながら常陸国・上総国と東国の大国の国司も歴任した。
貞元2年（977年）卒去。最終位階は正四位下。
一条堀川に住んだという。歌人として『後拾遺和歌集』に和歌作品1首が採録されている。本朝文粋に天延2年（974年）に倫寧が作成した奏状が一つ残っている。

## 官歴
- 天慶4年（941年） 11月5日：見中務少丞[3]
- 時期不詳：正六位上
- 天慶9年（946年） 8月7日：見右衛門少尉[4]
- 時期不詳：右馬助[5]
- 天暦8年（954年） 10月：見陸奥守[6]
- 時期不詳：右兵衛佐[5]
- 応和年間：左衛門権佐[7]
- 応和3年（963年） 正月：河内守[8]
- 天禄元年（970年） 5月19日：見丹波守[9]
- 天延2年（974年） 12月17日：見散位従四位上[10]
- 天延4年（976年） 3月20日：見伊勢守[9]
- 貞元2年（977年） 日付不詳：卒去[5]（正四位下）[11]

## 系譜
『尊卑分脈』による。
- 父：藤原惟岳
- 母：恒基王の娘
- 妻：藤原春道の娘
  - 男子：藤原理能（?-995） - 従五位下、肥前守
- 妻：源認の娘
  - 男子：藤原長能（949-1009?）
- 生母不明の子女
  - 女子：藤原道綱母（936?-995） - 藤原兼家室、『蜻蛉日記』の作者
  - 女子：藤原為雅室
  - 女子：菅原孝標室[注釈 1] - 菅原孝標女（『更級日記』作者）の母